# Asceles
Az Asceles a rovarok (Insecta) osztályának botsáskák (Phasmatodea) rendjébe, ezen belül a Diapheromeridae családjába és a Necrosciinae alcsaládjába tartozó nem.

## Rendszerezés
A nembe az alábbi fajok tartoznak (a listán vannak a szinonimák és a rovarok leirói is):
- Asceles adspirans (Redtenbacher 1908)[1][2][3]
- Asceles annandalei (Günther 1938)[4][5]
- Asceles artabotrys
- Asceles bispinus (Redtenbacher 1908)[3][6][7][8][9][10][11][12]
- Asceles brevicollis (Redtenbacher 1908)[3][10][13][14]
- Asceles brevipennis (Redtenbacher 1908);[15][16][17] Hennemann, Conle & W. Zhang, 2008[18]
- Asceles caesius (Chen, S.C. & Y.H. He 1999)[3][19][20]
- Asceles certus (Redtenbacher 1908)[21][22][23][24]
- Asceles civilis (Redtenbacher 1908)[25][26][27][28]
- Asceles clavatus (Chen, S.C. & J. Wang 1998)[29][30][31][32][33]
- Asceles cornucervi (Redtenbacher 1908)[30][32][33][34][35]
- Asceles diadema (Redtenbacher 1908)[5][36]
- Asceles dilatatus (Chen, S.C. & Y.H. He 2004)
- Asceles dipterocarpus
- Asceles dorsalis (Redtenbacher 1908)[3][8][10][37][38]
- Asceles elongatus (Redtenbacher 1908)[3][10][14][39]
- Asceles gadarama(Westwood 1859)[3][7][9][10][38][40][41][42][43][44][45] - szinonimák: Necroscia gadarama(Westwood, 1859),[45] Sosibia gadarama (Westwood, 1859)[42]
- Asceles glaber (Günther 1938)[2][3][7][9][46][47][48]
- Asceles gracillimus (Werner 1934)[3][14][44][49][50][51][52] - szinonimája: Aaceles gracillimus[53][54][55]
- Asceles heros (Redtenbacher 1908)[3][38][56][57]
- Asceles icaris (Stål 1877)[3][10][42][58][59][60][61] - szinonimája: Necroscia icaris (Stål, 1877)[42][61]
- Asceles larunda (Westwood 1859)[62][63] - szinonimák: Asceles inquinatus (Redtenbacher,  1908),[64] Necroscia larunda (Westwood,  1859)[65]
- Asceles lineatus (Redtenbacher 1908)[66][67]
- Asceles longicauda (Bi 1990)[68] - szinonimája: Sinophasma longicauda[68]
- Asceles longipes (Redtenbacher 1908)[69][70]
- Asceles longzhouensis (Chen, S.C. & Y.H. He 2000)[71][72]
- Asceles malaccae (Saussure 1868)[73][74] - szinonimája: Necroscia malaccae (Saussure,  1868)[75]
- Asceles mancinus (Westwood 1859)[76][77] - szinonimák: Necroscia mancinus (Westwood,  1859),[78] Sosibia mancinus (Westwood,  1859)[79]
- Asceles margaritatus (Redtenbacher 1908)[80][81]
- Asceles mecheli (Redtenbacher 1908)[82][83]
- Asceles nigrogranosus (Stål 1877)[84][85] - szinonimák: Asceles nigrogranosa (Stål,  1877),[86] Necroscia nigrogranosa (Stål,  1877)[87]
- Asceles obsoletus (Redtenbacher 1908);[88][89] Otte & Brock,  2005[90]
- Asceles opacus (Redtenbacher 1908)[91][92]
- Asceles panteli (Redtenbacher 1908)[93][94]
- Asceles penicillatus (Redtenbacher 1908)[95][96]
- Asceles perplexus (Redtenbacher 1908)[97][98]
- Asceles pumila (Werner 1934)[3][43][99][100][101][102] - szinonimája: Aaceles pumila[103][104][105]
- Asceles rufescens (Redtenbacher 1908)[106][107] - szinonimája: Sipyloidea rufescens (Redtenbacher, 1908)[108]
- Asceles rulanda - 3 alfajjal: Asceles  rulanda modestior (Redtenbacher, 1908), Asceles  rulanda rulanda (Redtenbacher, 1908) és Asceles  rulanda undulatipes (Redtenbacher, 1908).[109] Egyesek az Asceles rulanda undulatipes alfajt külön fajnak tekintik, Aaceles  undulatipes néven[110][111][112]
- Asceles rusticus (Redtenbacher 1908)[113][114]
- Asceles scabra (Stål 1877)[115][116] - szinonimák: Asceles scaber (Redtenbacher, 1908),[117] Necroscia scabra (Stål, 877),[118] Sipyloidea scabra (Stål, 1877),[119] Sosibia scabra (Stål, 1877)[120]
- Asceles tanarata - 3 alfajjal: Asceles  tanarata amplior (Brock, 1999), Asceles  tanarata singapura (Seow-Choen & Brock, 1999) és Asceles  tanarata tanarata (Brock, 1999)[121]
- Asceles validus (Redtenbacher 1908)[122][123]
- Asceles villosus (Redtenbacher 1908)[124][124]
- Asceles quadriguttatus (Chen, S.C. & Y.H. He 1996)[125][126] - szinonimája: Pachyscia quadriguttata (Chen & He, 1996)[125]